# Dyskografia Led Zeppelin
Dyskografia brytyjskiego zespołu Led Zeppelin.

## Albumy studyjne
| 1969                                                    | Led Zeppelin - Wydany: 12 stycznia 1969 - Wytwórnia: Atlantic - Format: CS, CD, LP             | 6 | 9 | –  | 11 | 19 | 32 | –  | 16 | –  | 44 | –  | 10 | - AUS: 2× platynowa płyta - CAN: diamentowa płyta - FRA: złota płyta - SWI: złota płyta - UK: 2× platynowa płyta - USA: 8× platynowa płyta                                      |
| 1969                                                    | Led Zeppelin II - Wydany: 22 października 1969 - Wytwórnia: Atlantic - Format: CS, CD, LP      | 1 | 1 | –  | 1  | 3  | 1  | 1  | 2  | –  | 47 | –  | 1  | - AUS: 4× platynowa płyta - AUT: złota płyta - CAN: 9× platynowa płyta - FRA: 2× złota płyta - GER: platynowa płyta - UK: 4× platynowa płyta - USA: 12× platynowa płyta         |
| 1970                                                    | Led Zeppelin III - Wydany: 5 października 1970 - Wytwórnia: Atlantic - Format: CS, CD, LP      | 1 | 1 | –  | 1  | 4  | 3  | 3  | 3  | –  | –  | –  | 1  | - AUS: 3× platynowa płyta - FRA: platynowa płyta - GER: złota płyta - SWI: złota płyta - USA: 6× platynowa płyta                                                                |
| 1971                                                    | Led Zeppelin IV - Wydany: 8 listopada 1971 - Wytwórnia: Atlantic - Format: CS, CD, LP          | 1 | 2 | –  | 1  | 2  | 9  | 7  | 3  | 34 | 35 | –  | 2  | - AUS: 9× platynowa płyta - CAN: 2× diamentowa płyta - FRA: 2× platynowa płyta - GER: 3× złota płyta - SWI: platynowa płyta - UK: 6× platynowa płyta - USA: 23× platynowa płyta |
| 1973                                                    | Houses of the Holy - Wydany: 28 marca 1973 - Wytwórnia: Atlantic - Format: CS, CD, LP          | 1 | 1 | 3  | 1  | 3  | 8  | 3  | 4  | –  | –  | –  | 1  | - FRA: 2× złota płyta - GER: złota płyta - UK: platynowa płyta - USA: 11× platynowa płyta                                                                                       |
| 1975                                                    | Physical Graffiti - Wydany: 24 lutego 1975 - Wytwórnia: Swan Song - Format: CS, CD, LP         | 1 | 2 | 2  | 1  | 2  | 17 | 7  | 4  | 3  | –  | –  | 1  | - AUS: 3× platynowa płyta - FRA: złota płyta - GER: złota płyta - UK: 2× platynowa płyta - USA: 16× platynowa płyta                                                             |
| 1976                                                    | Presence - Wydany: 31 marca 1976 - Wytwórnia: Swan Song - Format: CS, CD, LP                   | 1 | 4 | –  | 16 | 5  | 27 | 5  | 4  | 8  | 30 | 8  | 1  | - UK: platynowa płyta - USA: 3× platynowa płyta |
| 1979                                                    | In Through the Out Door - Wydany: 15 sierpnia 1979 - Wytwórnia: Swan Song - Format: CS, CD, LP | 1 | 3 | 20 | 1  | 7  | 28 | 20 | 14 | 1  | 29 | 17 | 1  | - AUS: 2× platynowa płyta - UK: platynowa płyta - USA: 6× platynowa płyta |
| 1982                                                    | Coda - Wydany: 19 listopada 1982 - Wytwórnia: Swan Song - Format: CS, CD, LP                   | 4 | 9 | –  | 3  | 17 | 43 | –  | 18 | 7  | 36 | –  | 6  | - UK: srebrna płyta - USA: platynowa płyta |
| „–” oznacza, że album nie był notowany na danej liście. |                                                                                                |   |   |    |    |    |    |    |    |    |    |    |    | |

## Albumy koncertowe
| Rok                                                     | Dane dot. albumu                                                                                 | Pozycje na listach przebojów | Pozycje na listach przebojów | Pozycje na listach przebojów | Pozycje na listach przebojów | Pozycje na listach przebojów | Pozycje na listach przebojów | Pozycje na listach przebojów | Pozycje na listach przebojów | Pozycje na listach przebojów | Pozycje na listach przebojów | Pozycje na listach przebojów | Pozycje na listach przebojów | Pozycje na listach przebojów | Pozycje na listach przebojów | Pozycje na listach przebojów | Pozycje na listach przebojów | Pozycje na listach przebojów | Pozycje na listach przebojów | Pozycje na listach przebojów | Certyfikat                                                                            |
| Rok                                                     | Dane dot. albumu                                                                                 | UK                           | AUS                          | AUT                          | CAN                          | DEN                          | ESP                          | FIN                          | FRA                          | GER                          | IRL                          | ITA                          | NLD                          | NOR                          | NZ                           | POL                          | POR                          | SWE                          | SWI                          | USA                          | Certyfikat                                                                            |
| ------------------------------------------------------- | ------------------------------------------------------------------------------------------------ | ---------------------------- | ---------------------------- | ---------------------------- | ---------------------------- | ---------------------------- | ---------------------------- | ---------------------------- | ---------------------------- | ---------------------------- | ---------------------------- | ---------------------------- | ---------------------------- | ---------------------------- | ---------------------------- | ---------------------------- | ---------------------------- | ---------------------------- | ---------------------------- | ---------------------------- | ------------------------------------------------------------------------------------- |
| 1976                                                    | The Song Remains the Same - Wydany: 28 września 1976 - Wytwórnia: Swan Song - Format: CS, CD, LP | 1                            | 8                            | –                            | 8                            | –                            | –                            | –                            | –                            | 6                            | –                            | –                            | 19                           | 21                           | 6                            | –                            | –                            | 29                           | –                            | 2                            | - FRA: złota płyta - GER: złota płyta - UK: platynowa płyta - USA: 4× platynowa płyta |
| 1997                                                    | BBC Sessions - Wydany: 11 listopada 1997 - Wytwórnia: Atlantic - Format: CS, CD, LP              | 23                           | 60                           | –                            | 30                           | –                            | –                            | 28                           | 38                           | –                            | –                            | –                            | –                            | 36                           | 26                           | –                            | –                            | 50                           | –                            | 12                           | - UK: srebrna płyta - USA: 2× platynowa płyta                                         |
| 2003                                                    | How the West Was Won - Wydany: 27 maja 2003 - Wytwórnia: Atlantic - Format: CD                   | 5                            | 10                           | 17                           | 1                            | 25                           | –                            | 23                           | 11                           | 15                           | 9                            | 7                            | 47                           | 10                           | 13                           | 24                           | –                            | 16                           | 20                           | 1                            | - CAN: platynowa płyta - UK: złota płyta - USA: platynowa płyta                       |
| 2012                                                    | Celebration Day - Wydany: 19 listopada 2012 - Wytwórnia: Atlantic - Format: CS, CD, Blu-ray      | 4                            | 3                            | 3                            | 4                            | 4                            | 15                           | 6                            | 9                            | 1                            | 4                            | 5                            | 2                            | 2                            | 1                            | 1                            | 9                            | 2                            | 3                            | 9                            | - AUS: złota płyta - POL: diamentowa płyta                                            |
| 2016                                                    | The Complete BBC Sessions                                                                        |                              |                              |                              |                              |                              |                              |                              |                              |                              |                              |                              |                              |                              |                              | 35                           |                              |                              |                              |                              |                                                                                       |
| „–” oznacza, że album nie był notowany na danej liście. |                                                                                                  |                              |                              |                              |                              |                              |                              |                              |                              |                              |                              |                              |                              |                              |                              |                              |                              |                              |                              |                              |                                                                                       |

## Kompilacje
| 1990                           | Led Zeppelin Boxed Set - Data: 7 września 1990 - Wydawca: Atlantic - Format: CS, CD, LP                      | 48 | 46 | –  | –  | 16 | –  | –  | –  | – | 18  | - UK: srebro - US: diament |
| 1990                           | Led Zeppelin Remasters - Data: 15 października 1990 - Wydawca: Atlantic - Format: CS, CD, LP                 | 10 | 1  | 19 | 46 | 3  | 13 | 33 | 3  | 8 | 47  | - AUS: 10× platyna - AUT: złoto - DE: platyna - NOR: złoto - SWI: złoto - UK: 2× platyna - US: 2× platyna                           |
| 1993                           | Led Zeppelin Box Set, Vol. 2 - Data: 21 września 1993 - Wydawca: Atlantic - Format: CD                       | 56 | –  | –  | –  | 67 | –  | –  | 48 | – | 87  | - US: złoto |
| 1993                           | Complete Studio Recordings - Data: 24 września 1993 - Wydawca: Atlantic - Format: CD                         | –  | –  | –  | –  | –  | –  | –  | –  | – | –   | - FRA: platyna - US: 2× platyna |
| 1999                           | Early Days: Best of Led Zeppelin Volume One - Data:: 24 lutego 1999 - Wydawca: Atlantic - Format: CS, CD, LP | 55 | –  | 23 | –  | –  | 71 | –  | –  | – | 71  | - CAN: złoto - UK: srebro - US: platyna                                                                                             |
| 2000                           | Latter Days: Best of Led Zeppelin Volume Two - Data: 21 marca 2000 - Wydawca: Atlantic - Format: CS, CD, LP  | 40 | –  | –  | –  | –  | 71 | –  | –  | – | 81  | |
| 2002                           | Early Days and Latter Days - Data: 19 listopada 2002 - Wydawca: Atlantic - Format: CD                        | 11 | –  | –  | –  | 21 | 96 | –  | 17 | – | 114 | - UK: platyna - US: platyna |
| 2007                           | Mothership - Data: 12 listopada 2007 - Wydawca: Atlantic - Format: CD, LP                                    | 4  | 8  | 4  | 15 | 6  | 4  | 15 | 1  | 1 | 7   | - AUS: platyna - AUT: złoto - CAN: 3× platyna - DE: platyna - FRA: złoto - SWI: złoto - UK: platyna - US: 2× platyna - POL: platyna |
| 2008                           | Definitive Collection - Data: 4 listopada 2008 - Wydawca: Atlantic/Rhino - Format: CD                        | –  | –  | –  | –  | –  | –  | –  | –  | – | –   | |
| „–” pozycja nie była notowana. | |    |    |    |    |    |    |    |    |   |     | |

## Single
| 1969                           | „Good Times Bad Times”/„Communication Breakdown”             | –  | –   | –   | 64  | –   | 17  | –   | 80   | – | Led Zeppelin                 |
| 1969                           | „Whole Lotta Love”/„Living Loving Maid (She's Just a Woman)” | –  | 1 – | 3 – | 4 – | 1 – | 5 – | 5 – | 4 65 | – | Led Zeppelin II              |
| 1970                           | „Immigrant Song”/„Hey Hey What Can I Do”                     | –  | 16  | 13  | 4   | 6   | 9   | 4   | 16   | – | Led Zeppelin III             |
| 1971                           | „Black Dog”/„Misty Mountain Hop”                             | –  | 9   | –   | 11  | 22  | 20  | 6   | 15   | – | Led Zeppelin IV              |
| 1972                           | „Rock and Roll”/„Four Sticks”                                | –  | 51  | –   | 38  | 13  | –   | –   | 47   | – | Led Zeppelin IV              |
| 1973                           | „Over the Hills and Far Away”/„Dancing Days”                 | –  | –   | –   | 63  | –   | –   | –   | 51   | – | Houses of the Holy           |
| 1973                           | „D’yer Mak’er”/„The Crunge”                                  | –  | –   | –   | 24  | –   | –   | –   | 20   | – | Houses of the Holy           |
| 1973                           | „The Ocean”                                                  | –  | –   | –   | –   | 8   | –   | –   | –    | – | Houses of the Holy           |
| 1975                           | „Trampled Under Foot”/„Black Country Woman”                  | –  | 60  | –   | 41  | –   | –   | –   | 38   | – | Physical Graffiti            |
| 1976                           | „Candy Store Rock”/„Royal Orleans”                           | –  | –   | –   | –   | –   | –   | –   | –    | – | Presence                     |
| 1979                           | „Fool in the Rain”/„Hot Dog”                                 | –  | –   | –   | 12  | –   | –   | –   | 21   | – | In Through the Out Door      |
| 1990                           | „Travelling Riverside Blues”                                 | –  | –   | –   | 57  | –   | –   | –   | –    | 7 | Boxed Set                    |
| 1993                           | „Baby Come On Home”                                          | –  | –   | –   | 66  | –   | –   | –   | –    | 4 | Led Zeppelin Box Set, Vol. 2 |
| 1997                           | „Whole Lotta Love” (UK re-release)                           | 21 | 52  | –   | –   | –   | –   | –   | –    | – | BBC Sessions                 |
| 1997                           | „The Girl I Love She Got Long Black Wavy Hair”               | –  | –   | –   | 49  | –   | –   | –   | –    | 4 | BBC Sessions                 |
| „–” pozycja nie była notowana. |                                                              |    |     |     |     |     |     |     |      |   |                              |

### Inne notowane utwory
| 1982                           | „Darlene”    | 4  | Coda |
| 1982                           | „Ozone Baby” | 14 | Coda |
| 1982                           | „Poor Tom”   | 18 | Coda |
| „–” pozycja nie była notowana. |              |    |      |

### Single cyfrowe
| 2007                           | „Whole Lotta Love”   | 64  | 49 | –  | –  | –  | Mothership |
| 2007                           | „Immigrant Song”     | 109 | 54 | –  | –  | 71 | Mothership |
| 2007                           | „Black Dog”          | 119 | 59 | –  | –  | 66 | Mothership |
| 2007                           | „Stairway to Heaven” | 37  | 17 | 15 | 17 | 30 | Mothership |
| 2007                           | „Kashmir”            | 80  | 33 | –  | 64 | 42 | Mothership |
| 2007                           | „Ramble On”          | –   | 66 | –  | –  | –  | Mothership |
| 2007                           | „Fool in the Rain”   | –   | 69 | –  | –  | –  | –          |
| „–” pozycja nie była notowana. |                      |     |    |    |    |    |            |

## DVD / VHS
| Rok  | Album                                                                                        | Certyfikat                                       |
| ---- | -------------------------------------------------------------------------------------------- | ------------------------------------------------ |
| 1976 | The Song Remains the Same - Data: 20 października 1976 - Wydawca: Warner Bros. - Format: VHS |                                                  |
| 2003 | Led Zeppelin - Data: 26 maja 2003 - Wydawca: Atlantic - Format: DVD                          | - AUS: 5× platyna - JPN: złoto - US: 10× platyna |

## Inne nagrania
| Rok  | Album                                                              |
| ---- | ------------------------------------------------------------------ |
| 1990 | Profiled - Data: 21 września 1990 - Wydawca: Atlantic - Format: CD |